# Sty Head Pass

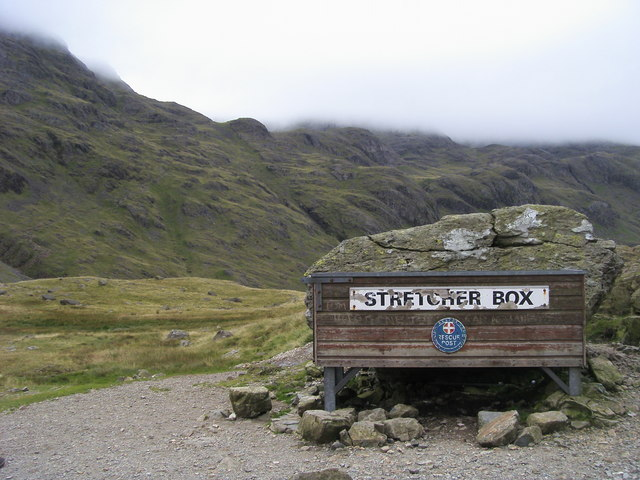
Bergrettungsausrüstung am Sty Head Pass

Der Sty Head Pass ist ein Gebirgspass im Lake District, Cumbria, England. Der Pass liegt auf einer Höhe von 488 m (1600 ft) und ist nur zu Fuß zu erreichen.
Der Pass verbindet Wasdale (mit dem Weiler Wasdale Head und dem Wast Water-See) im Süden mit dem Weiler Seathwaite in Borrowdale im Norden; es treffen auch Wege aus Eskdale und Great Langdale auf diesen Pass.
Der Pass bietet die Möglichkeit zum Aufstieg auf Great Gable und Scafell Pike und ist gleichzeitig ein wichtiger Rückzugspunkt bei schlechten Wetterverhältnissen, an dem sich auch Bergrettungsausrüstung befindet.
Der Styhead Tarn liegt am nördlichen Ende des Passes.

## Quelle
- Sty Head Pass auf The Cumbrian Directory